# Gergely László (belsőépítész)
Gergely László  (Budapest, 1951. február 22. –) magyar belsőépítész, építésztervező, Ferenczy Noémi-díjas (2008)

## Életpályája
Gimnáziumi tanulmányait a budapesti Kölcsey Ferenc Gimnáziumban végezte 1965-1969 között.
1975-ben szerzett diplomát a Magyar Iparművészeti Főiskola építész tanszékén. Mesterei Szrogh György és Reimholz Péter voltak. Diplomamunkája a Science Center gyermekmúzeum volt. 1975 és 1983 között a MÁVTI Tervező Intézetben dolgozott. 1989-ben megalapította a Studio G Bt-t, amelynek stúdióvezetője. Budapest Metropolitan University 

## Kiemelt munkái
- S Modell Hálózat,
- Kaltenberg étterem,
- Klauzál Téri Csarnok,
- Matáv-székház,
- Kinnarps Irodaház,
- Természettudományi Múzeum,
- Holokauszt Emlékközpont,
- Műpa,
- Ludwig Múzeum,
- Shenzen Kortárs Művészeti Múzeum,
- Magyar Nemzeti Múzeum,
- Zeneakadémia, Új oktatási épület,
- Rumbach Sebestyén Zsinagóga

## Díjai, elismerései
- Bútorpályázat, II. díj (1975)
- Kőbánya - Kispest Nívódíj (1980)
- Az Év Kereskedelmi Kiállítása (1988)
- Az Év Belsőépítésze (2004),
- Budapesti Építészeti Nívódíj (2005),
- Pro Architectura díj (2005),
- Ferenczy Noémi-díj (2008).